# Leslie Grossman
Leslie Erin Grossman, född 25 oktober 1971 i Los Angeles i Kalifornien, är en amerikansk skådespelerska. Hon är känd för att spela rollen som Lauren i The WB-serien Ska du säga!, och Mary Cherry i den andra The WB-serien Popular. Hon har även spelat rollen som flera olika karaktärer i FX-serien American Horror Story, samt haft en återkommande roll i TV-serien 10 Things I Hate About You (en reboot på filmen 10 orsaker att hata dig från 1999).

## Filmografi (i urval)

### Filmer
- 1998 – The Opposite of Sex
- 1998 – Alla var där
- 2005 – Miss Secret Agent 2
- 2006 – Det är nåt som inte stämmer
- 2007 – Itty Bitty Titty Committee
- 2009 – Spring Breakdown
- 2022 – Studio 666

### TV-serier
- 1999–2001 – Popular (TV-serie)
- 2002 – Any Day Now (TV-serie)
- 2002 – Förhäxad (TV-serie)
- 2003–2008 – Nip/Tuck (TV-serie)
- 2003 – CSI: Crime Scene Investigation (TV-serie)
- 2003–2006 – Ska du säga! (TV-serie)
- 2006 – Help Me Help You (TV-serie)
- 2007 – Notes from the Underbelly (TV-serie)
- 2008 – Grey's Anatomy (TV-serie)
- 2009–2010 – 10 Things I Hate About You (TV-serie)
- 2010 – Dexter (TV-serie)
- 2011 – Hot in Cleveland (TV-serie)
- 2011 – Outsourced (TV-serie)
- 2011 – Better with You (TV-serie)
- 2011 – Melissa & Joey (TV-serie)
- 2011 – Drop Dead Diva (TV-serie)
- 2012 – The New Normal (TV-serie)
- 2012 – Scandal (TV-serie)
- 2012 – Ben and Kate (TV-serie)
- 2013 – Whitney (TV-serie)
- 2013 – Major Crimes (TV-serie)
- 2014 – Modern Family (TV-serie)
- 2015 – Två panka tjejer (TV-serie)
- 2015 – Nicky, Ricky, Dicky & Dawn (TV-serie)
- 2016 – The Soul Man (TV-serie)
- 2017 – Speechless (TV-serie)
- 2017–2018 – The Good Place (TV-serie)
- 2017–2023 – American Horror Story (TV-serie)
- 2018 – Black-ish (TV-serie)
- 2018 – Huset fullt – igen (TV-serie)
- 2019 – Goliath (TV-serie)
- 2019–2020 – Shrill (TV-serie)
- 2019–2020 – The Goldbergs (TV-serie)
- 2022 – Love, Victor (TV-serie)